# Pfarrkirche Lienz-Hl. Familie

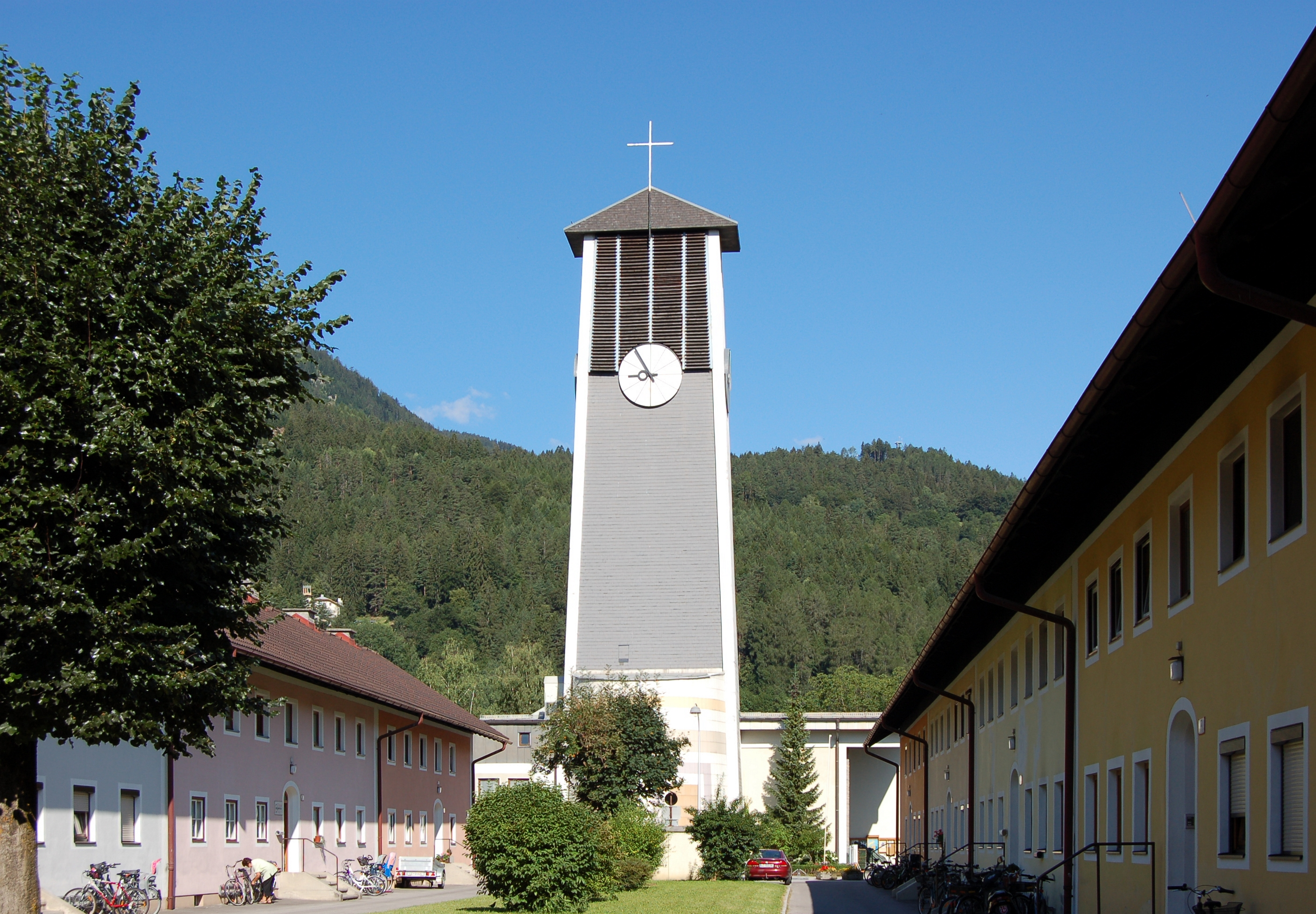
Katholische Pfarrkirche Heilige Familie in Lienz

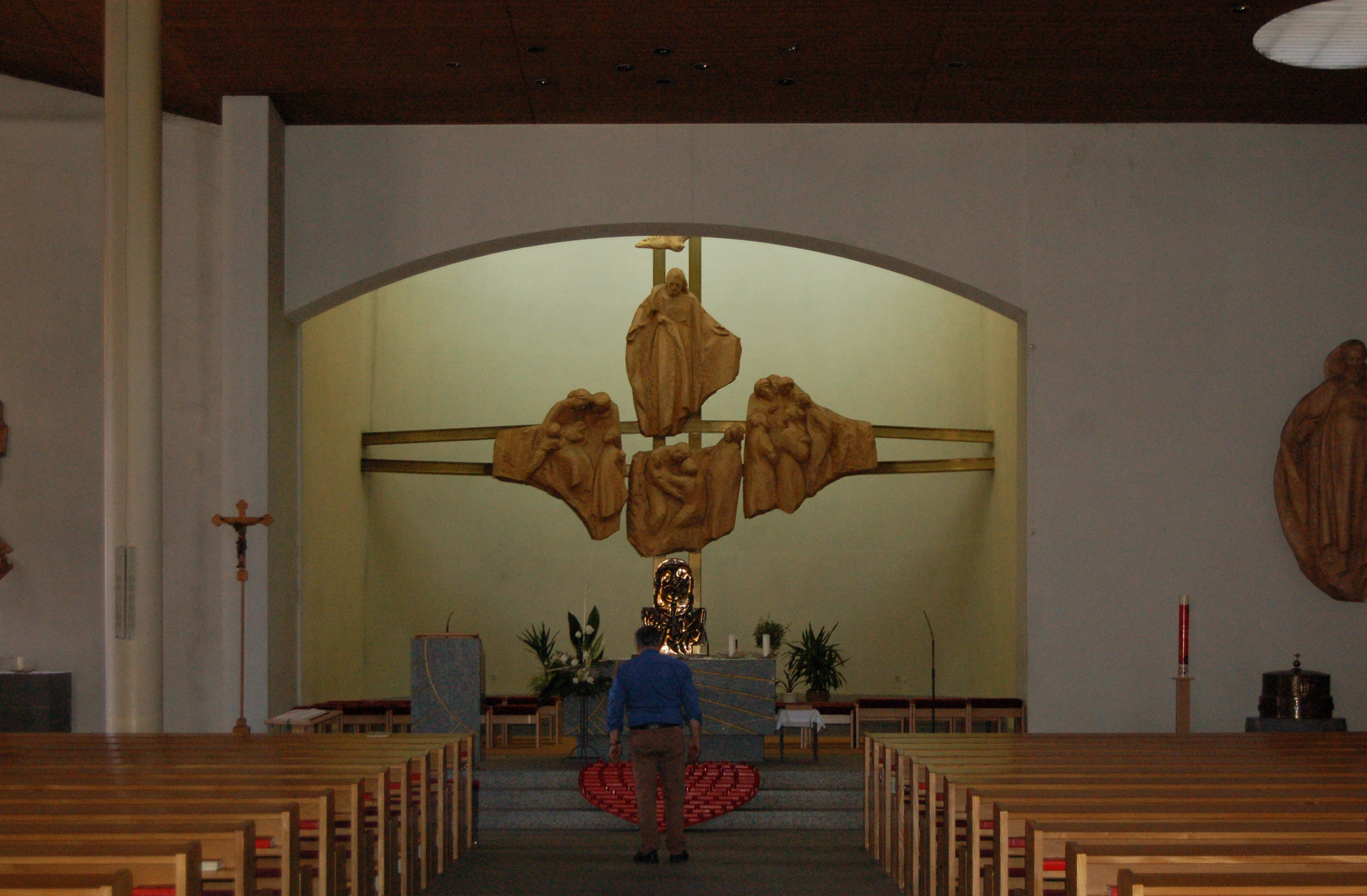
Langhaus, Blick zum Chor

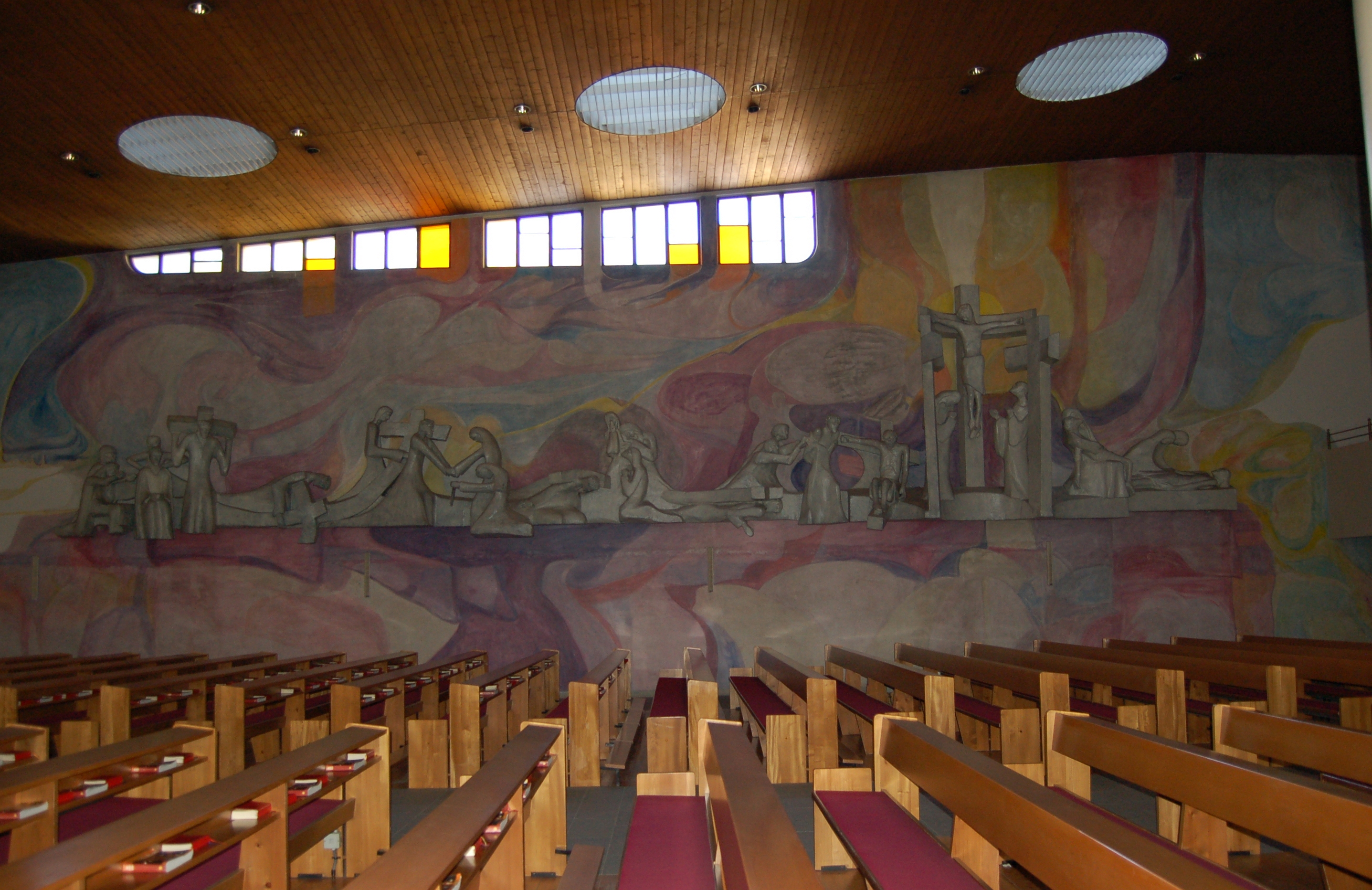
Monumentale Wandmalerei und figurales Kreuzwegband von Walter Unterweger an der Langhauslängswand

Die Pfarrkirche Lienz-Hl. Familie steht in der Südtiroler-Siedlung im Südwesten der Stadtgemeinde Lienz im Bezirk Lienz im Bundesland Tirol. Die dem Patrozinium Heilige Familie unterstellte römisch-katholische Pfarrkirche gehört zum Dekanat Lienz der Diözese Innsbruck. Die Kirche steht unter Denkmalschutz (Listeneintrag).

## Geschichte
Die Kirche wurde von 1960 bis 1963 nach den Plänen der Architekten Otto Gruber und Hans Buchrainer aus Lienz erbaut und 1975 zur Pfarrkirche erhoben.

## Architektur
Der langgestreckte Kirchenbau als Stahlbetonbau mit einer abgesetzten Rundapsis hat einen Turm über dem Chorraum. Die Gestaltung der Hauptportals mit getriebenen Kupfer und Mosaikhintergrund mit den Darstellungen Mariä Verkündigung und Flucht nach Ägypten schuf der Bildhauer Jos Pirkner 1963.
Das Kircheninnere zeigt eine Halle unter einer flachen Holzdecke mit einer starken Lichtführung in den eingezogenen Chor. Die Betonglasfenster von Jos Pirkner zeigen über dem Eingang die Heilige Familie und in der Taufkapelle den Gnadenstrom. An der Südseite befindet sich als Wandmalerei ein monumentaler Kreuzweg mit ineinandergreifenden Stationen von Walter Unterweger 1976.

## Ausstattung
Den Tabernakel mit eucharistischen Symbolen schuf Walter Unterweger 1963. Am Seitenaltar steht die Figur Anna selbdritt vom Bildhauer  Gottfried Fuetsch 1967.